# 天主教三河城教區
天主教三河城教區（拉丁語：Dioecesis Trifluvianensis in Canada）是加拿大一個羅馬天主教教區，屬魁北克總教區。1852年6月8日升為教區。
教區位於魁北克摩麗絲區，2010年有教友245,108人，佔轄區總人口98.7%。教區下轄七六十三個堂區，有173名司鐸。現任教區主教為若瑟·盧克·布夏爾。